# Chloe Okuno
Pour les articles homonymes, voir Okuno.
Chloe Okuno est une réalisatrice et scénariste américaine de films d'horreur, née le 1er août 1987 à Los Angeles.

## Biographie
Chloe Okuno est diplômée de l'American Film Institute en 2014.
Okuno réalise plusieurs courts métrages, dont Slut (2014) qui remporte plusieurs prix, dont le prix du jury du meilleur court métrage au festival international du film de Las Vegas.
Elle co-réalise V/H/S 94, un film à sketches qui sort en 2021.
Son premier long métrage de réalisatrice, Watcher, est présenté en première au Festival du film de Sundance 2022 dans le cadre de la compétition dramatique américaine dans la catégorie Compétition dramatique américaine.

## Filmographie partielle

### Au cinéma
- 2013 : Full Circle (court métrage)
- 2014 : Slut (court métrage)
- 2014 : The Dotcoms (court métrage)
- 2021 : V/H/S 94 (segment "Storm Drain")
- 2022 : Watcher